# Caverna da Pedra Pintada
Caverna da Pedra Pintada (Portugees: grot van de beschilderde rots) is een beschilderde rotsbeschutting (abri) in Brazilië in het hart van het Amazone-basin, waar Anna Curtenius Roosevelt, professor antropologie aan de Universiteit van Illinois in Chicago onderzoek deed en 19 april 1996 verslag van deed in Science.
Roosevelt en haar team legden meerdere bezettingslagen bloot, van het Holoceen (onze tegenwoordige periode) en het Laat Pleistoceen (de IJstijd). De oudste en diepste lagen zijn mogelijk 16.000 jaar oud (thermoluminescentiedatering) tot 14.200 jaar (C14-datering). Deze ontdekking van 'paleo-indianen' langs de Amazone bevestigt eerdere bewijzen dat de verspreiding van de oudste bewoners van Amerika complexer was dan theorieën tot dusver voor mogelijk hielden. In 2019 is er consensus over een ouderdom van Pedra Pintada's rotskunst van tussen 13.630 en 11.705 jaar oud.
Op 400 meter afstand ligt de site Painel do Pilão, waar door Christopher Sean Davis van Northern Illinois University vier C14-dateringen werden gedaan met als resultaat tussen 13.014 en 12.725 jaar oud en tussen 13.135 en 12.810 jaar oud (verslag 2016).